# 银河南路街道
银河南路街道，是中华人民共和国河北省廊坊市安次区下辖的一个乡镇级行政单位。

## 行政区划
银河南路街道下辖以下地区：
吉祥街社区、兴安街社区、永祥街社区、前锋机械厂社区、亿合社区、钰海社区、开源社区和嘉多丽社区。